# Trophime d'Arles
Trophime d'Arles ou saint Trophime est un saint chrétien dont l'histoire est mal connue. Il serait le premier évêque d'Arles.
Il est fêté le 29 décembre.

## Légendes et traditions
Une légende dit que saint Trophime serait arrivé à Arles vers 46. Le point de départ de cette légende est à chercher dans l'homonymie avec le compagnon de saint Paul, un païen d'Éphèse qui l'accompagna lors de son troisième voyage missionnaire. Mais la date improbable et le fait qu'il tombe malade à Milet (2 Timothée 4,20) sans continuer de suivre l'apôtre aurait tendance à invalider la légende. 
D'après Grégoire de Tours, il aurait été l'un des sept missionnaires envoyés par l'évêque de Rome pour évangéliser la Gaule au même titre que Saturnin à Toulouse et Austremoine en Auvergne ; il serait ainsi le fondateur de l'Église d'Arles au IIIe siècle en tant que premier épiscope.

## Biographie
Cet évêque éventuellement légendaire, pourrait donc bien avoir existé. En cohérence avec les propos rapportés par Grégoire de Tours, des sources ténues mais basées sur des documents authentiques - des lettres de l'évêque de Carthage Cyprien écrites dans les années 250-254 - précisent la participation d'un évêque Trofime aux évènements liés à la persécution de Dèce.
En effet, peu après ces évènements, vers 252, une lettre de Cyprien à Antonianus évêque en Numidie (lettre 55) évoque un Trofime qui après avoir renié l’église, avait demandé à revenir en son sein.
«  Pour ce qui est de Trofime, au sujet duquel vous avez exprimé le désir d'avoir des explications, les choses ne sont pas telles que vous les ont présentées des rumeurs vagues ou des mensonges malveillants. Comme l'ont fait souvent nos prédécesseurs, notre frère a tenu compte de ce qu'imposaient les circonstances pour ramener nos frères séparés. Une grande partie du peuple fidèle s'était éloignée avec Trofime. Or, Trofime revenait à l'Église, il donnait satisfaction; il avouait, en demandant pardon, son erreur passée; il satisfaisait encore et montrait une humilité parfaite en ramenant à l'Église les frères qu'il en avait séparés. Aussi a-t-on écouté ses prières, et l'Église a reçu non pas tant Trofime lui-même qu'un très grand nombre de frères qui étaient avec Trofime et qui n'auraient point repris le chemin de l'Église, si Trofime n'avait été avec eux. À la suite d'un conseil tenu là-bas entre plusieurs collègues, on a admis Trofime, pour qui satisfaisaient le retour des frères et le salut rendu à un grand nombre. Trofime d'ailleurs n'a été admis à notre communion qu'à titre laïc, et non pas, quoi qu'aient pu vous en dire des écrits malveillants, avec la dignité épiscopale. »
Bien qu’il ne soit pas affirmé que cet évêque soit l’évêque d'Arles, il est impossible de ne pas apercevoir une grande concordance entre ce Trofime et l'évêque d'Arles Trophime. Ce Trofime, dont le patronyme est proche, a été évêque vers 250 à la même époque que celui évoqué par Grégoire de Tours ; il a renié la foi chrétienne lors des persécutions de Dèce, ce que ne rappelle toutefois pas - avec une certaine logique - le récit hagiographique légendaire. Ce Trofime semble très connu dans la chrétienté au point que Cyprien, s'adressant à son interlocuteur, ne se sent pas obligé de préciser le diocèse dont il est l'évêque. Cyprien nous apprend également que ce Trofime souhaite retourner dans la communauté de l'Église, ce qui suscite des interrogations de la part de ses anciens collègues, tels que cet Antonianus. Or, l'évêque de Carthage évoque dans une de ses lettres suivantes, la lettre 68 datée de 254, toujours à propos du schisme novatien, l'évêque d'Arles Marcianus qui refuse de réintégrer dans l'Église les chrétiens repentants : 
«  Faustinus, notre collègue de Lyon, m'a écrit à plusieurs reprises, frère très cher, pour me faire connaître (et je sais que la nouvelle vous a été aussi annoncée par mes autres collègues dans l'épiscopat de la même province) que Marcianus d'Arles s'est joint à Novatien, et éloigné de la vérité de l'Église catholique et de l'unanimité de notre corps épiscopal, il a adopté les dures maximes d'une hérésie présomptueuse, qui fermant la porte de l'Église à des serviteurs de Dieu qui regrettent et pleurent leur faute, et y viennent frapper avec des gémissements et des larmes, leur refuse les consolations et les secours de la Bonté de Dieu et de sa paternelle Miséricorde, sans se soucier d'admettre des blessés à soigner leurs blessures, préférant les abandonner à la rapacité des loups et à la rage du diable. »
Enfin comme évoqué dans la lettre 55, un des enjeux de ce pardon papal, c'est de savoir si Trofime récupère ou non son diocèse. Tous ces éléments expliquent très bien la conduite de Marcianus, élu évêque d'Arles à la place de Trofime, qui ne souhaite pas que Trofime reprenne sa place au sein de l’église arlésienne. Il est donc possible que ce Trofime  ne soit qu'une seule et même personne avec Trophime comme l'admet historien du XIXe siècle, Wladimir Guettée.

## Patronage
Son nom a été donné à la cathédrale de la cité construite au Ve siècle ; initialement appelée Saint-Étienne, l’édifice prend le nom de Trophime au XIIe siècle. Il est considéré comme le saint patron de la ville d'Arles.

## Galerie

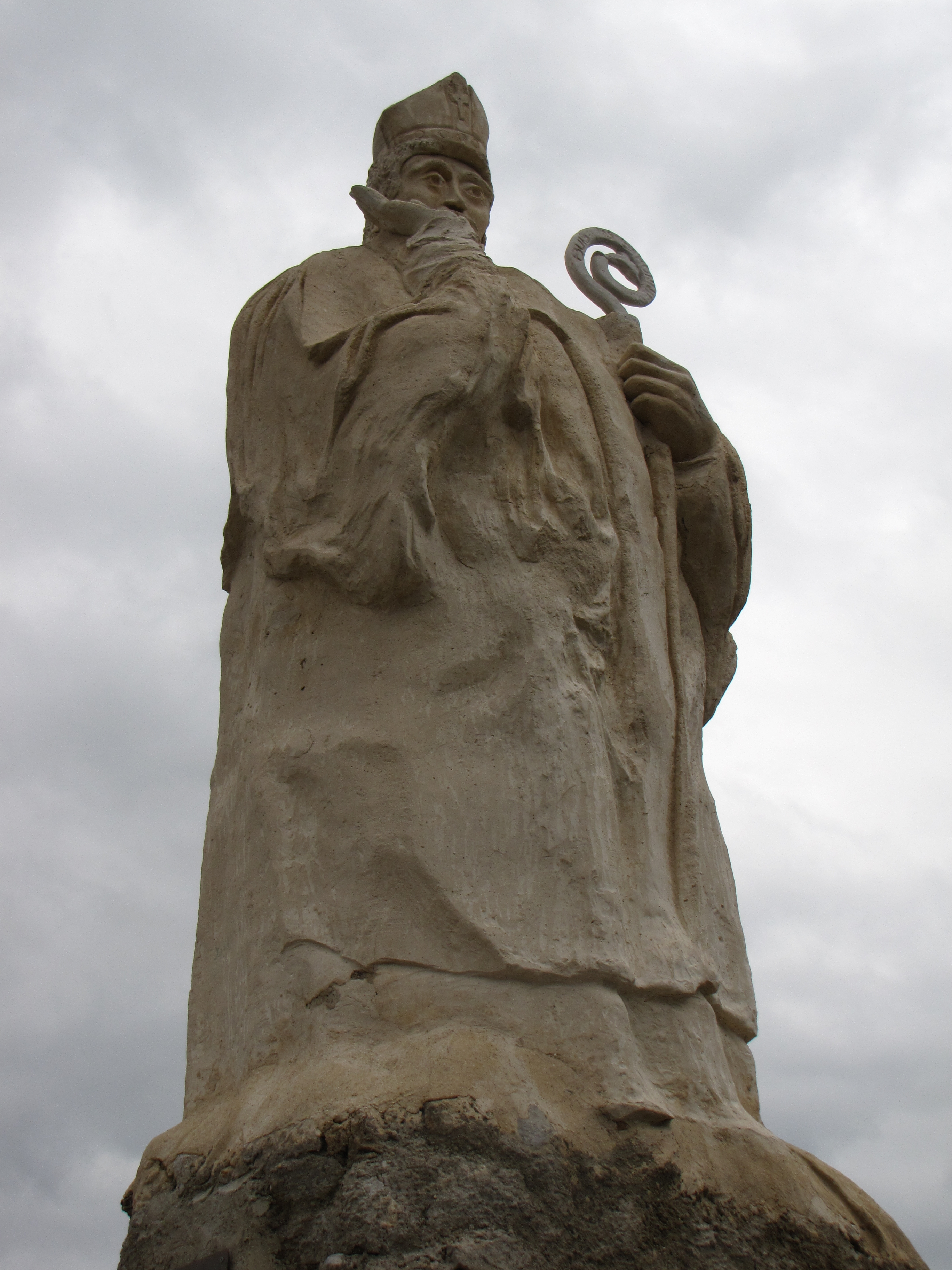
Statue de saint Trophime dominant la vallée de l’Ouvèze, Buis-les-Baronnies, Drôme.
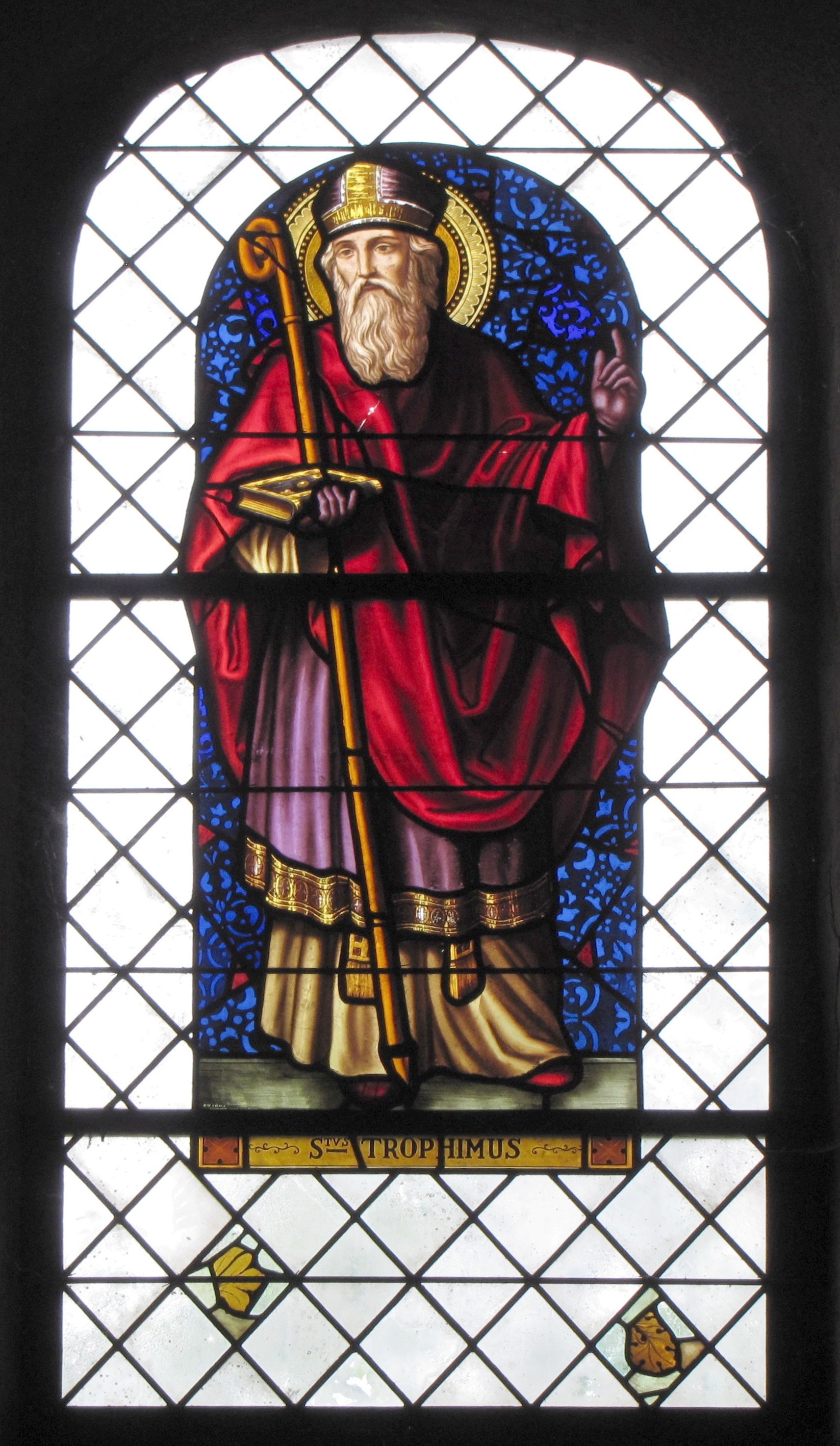
Vitrail de l'église Saint-Trophime d'Eschau, Bas-Rhin, Alsace.
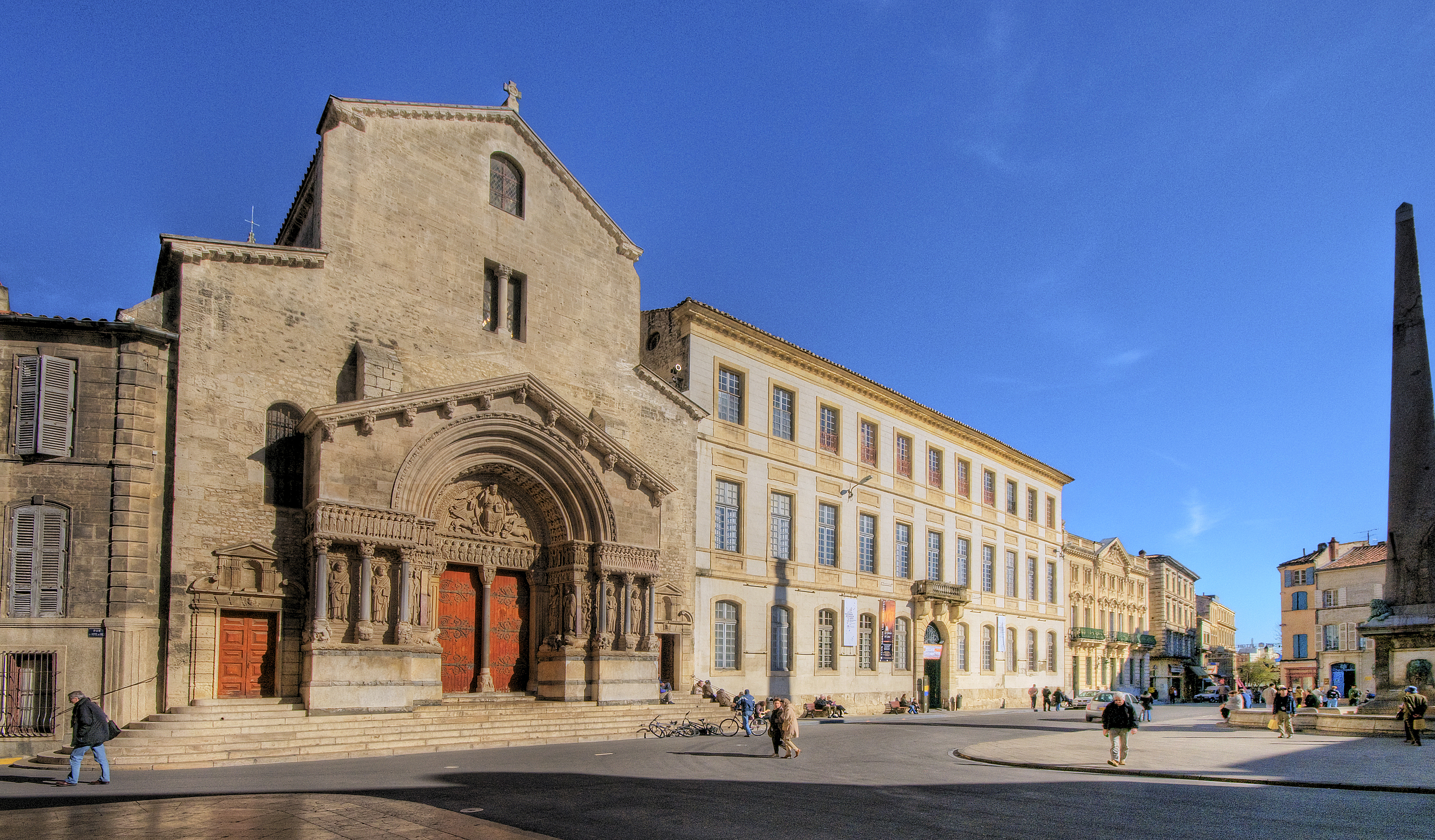
La cathédrale Saint-Trophime d'Arles.
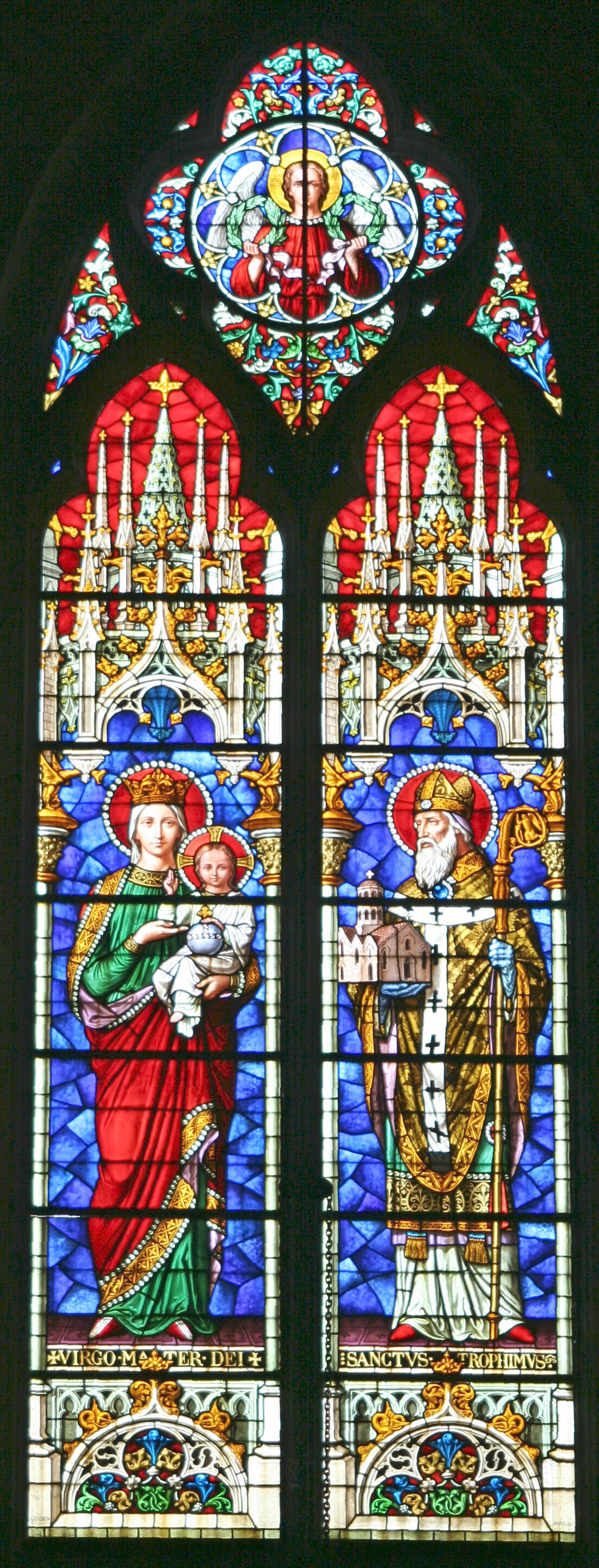
Vitrail de la cathédrale représentant la Vierge Marie et l'évêque.
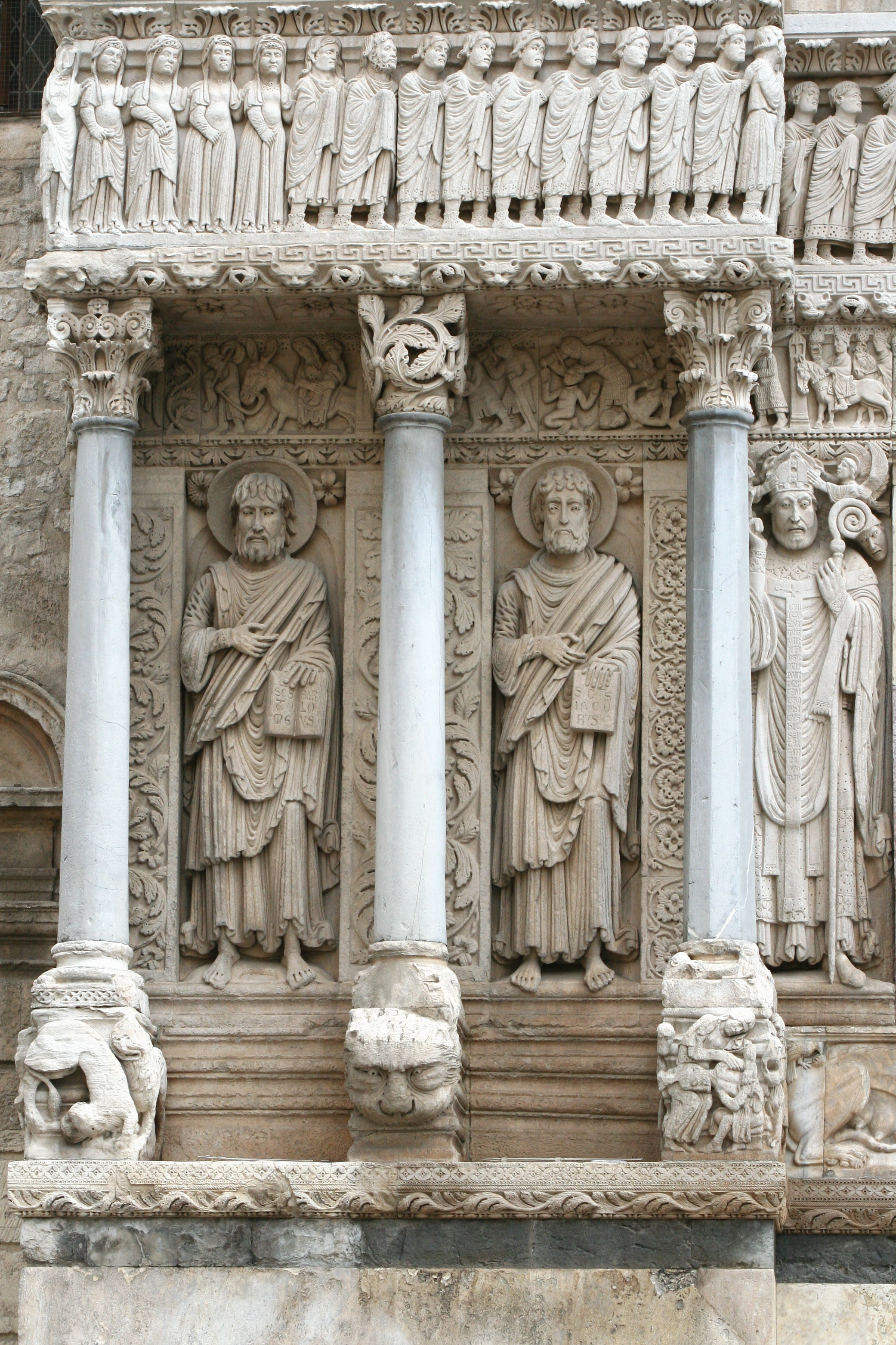
Portail de la cathédrale, avec de gauche à droite : saint Barthélemy, saint Jacques le Majeur et saint Trophime.